# Бур Сен Леонар
Бур Сен Леонар (фр. Bourg-Saint-Léonard) насеље је и општина у северној Француској у региону Доња Нормандија, у департману Орн која припада префектури Аржантан.
По подацима из 2011. године у општини је живело 431 становника, а густина насељености је износила 46,59 становника/km². Општина се простире на површини од 9,25 km². Налази се на средњој надморској висини од 286 метара (максималној 226 m, а минималној 113 m).

## Демографија
| 1962. | 1968. | 1975. | 1982. | 1990. | 1999. | 2011. |
| ----- | ----- | ----- | ----- | ----- | ----- | ----- |
| 411   | 445   | 411   | 372   | 392   | 382   | 431   |

График промене броја становника у току последњих година